# 알렉산드레 치헤이제

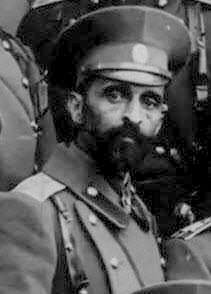
알렉산드레 치헤이제

알렉산드레 치헤이제(조지아어: ალექსანდრე ჩხეიძე, 폴란드어: Aleksander Czcheidze 알렉산데르 치헤이제[*], 1878년 ~ 1940년)는 조지아, 폴란드의 군인이다.
제1차 세계 대전 이후에 짧은 기간 동안에 존재했던 조지아 민주공화국에서 육군 대령으로 복무했다. 볼셰비키가 조지아를 점령하면서 폴란드로 이주했고 폴란드 육군 제16보병사단에서 복무했다. 1939년 제2차 세계 대전이 발발하면서 나치 독일 군대의 포로로 잡혔고 1940년 카틴 학살에서 소련 내무인민위원회에 의해 처형당했다.